# Acará (ort)
Acará är en ort i Brasilien.   Den ligger i kommunen Acará och delstaten Pará, i den nordöstra delen av landet, 1 500 kilometer norr om huvudstaden Brasília. Acará ligger 6 meter över havet och antalet invånare är 12 802.
Terrängen runt Acará är huvudsakligen platt. Acará ligger nere i en dal. Det finns inga andra samhällen i närheten.
I omgivningarna runt Acará växer i huvudsak städsegrön lövskog. Runt Acará är det glesbefolkat, med 11 invånare per kvadratkilometer.